# Граф Вінтертон

Герб графів Вінтертон.

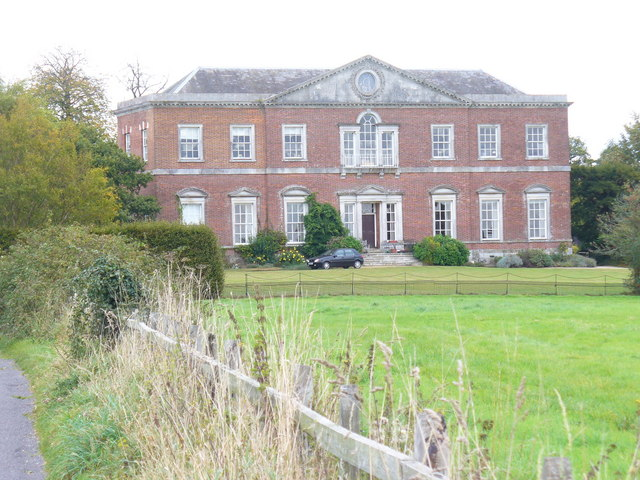
Змок Шіллінгі-Хаус.

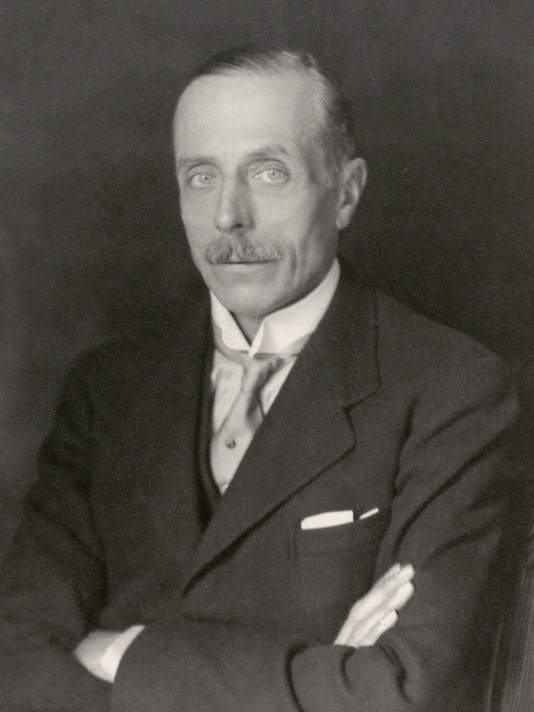
Едвард Тернор — VI граф Вінтертон.

Граф Вінтертон(англ. — Earl Winterton) — аристократичний титул в перстві Ірландії.

## Гасло графів Вінтертон
ESSE QUAM VIDERI — «Бути, а не здаватися» (лат.)

## Історія графів Вінтертон
Титул граф Вінтертон в перстві Ірландії створений у 1766 році для Едварда Гарт-Тернора — І барона Вінтертон. Він був депутатом палати громад парламенту Ірландії і представляв Брамбер. У 1761 році він вже отримав аристократичний титул в перстві Ірландії барон Вінтертон з Горт, що в графстві Голвей. Одночасно з титулом графа він отримав титул віконта Тернор з Горт, що в графстві Голвей в перстві Ірландії. При народженні він мав ім'я Едвард Гарт. Він був сином Джозефа Гарта та його дружини Сари — дочки Френсіса Джі та його дружини Сари — дочки Едварда Тернора — депутата парламенту від Орфорда, старшого сина сера Едварда Тернора — спікера палати громад у 1661—1671 роках. Мати майбутнього графа Вінтертон була єдиною спадкоємицею маєтків Тернор. Після її смерті Едвард Гарт взяв за дозволом корони додаткове прізвище Тернор. Едвард Гарт-Тернор в 1767 році був обраний в королівське товариство. 13 березня 1756 року він одружився з Енн Арчер (померла 20 червня 1775 року) — дочкою Томаса Арчера — І барона Арчер та його дружини Катарін Тіппінг. У них було п'ятеро дітей: Едвард Тернор — ІІ граф Вінтертон; Джерард Тернор, морський офіцер (помер 21 червня 1824); лейтенант Джордж Тернер (4 лютого 1768—1813), що одружився з Емілі де Боссетт (пом. серпень 1846) — племінницею кардинала герцога де Боссета; Генрі Тернор — морський офіцер (1769 — вересень 1805); лейтенант Чарльз Тернор (1775 — 23 лютого 1816). Вдруге Едвард Гарт-Тернор одружився з Елізабет Армстронг 18 лютого 1778 року. У них була одна дитина: Преподобний Едвард Джон Тернор (8 листопада 1778 — 10 травня 1844).
IV граф Вінтертон — Едвард Тернор (1810—1879) був першокласним гравцем у крикет, виступав на змаганнях 25 разів за Крикетний клуб графства Сассекс. У нього також була одна з найкращих зграй мисливських собак того часу, з якими конкурували лише зграї принца Альберта та преподобного Філіпа Ханівуда, від зграї яких походить вся лінія сучасних мисливських собак Англії. 26 квітня 1860 року він був призначений капітаном VI Петвортського Сассекського стрілецького корпусу добровольців.
V граф Вінтертон — теж Едвард Тернор (15 серпня 1837 — 5 вересня 1907) — відомий ірландський аристократ і гравець у крикет. Він одружився з леді Джорджіаною Сьюзен Гамільтон (1841—1913) — дочкою Джеймса Гамільтона — І герцога Аберкорн. З нею він мав одного сина: Едварда Тернора — VI графа Вінтертон (1883—1962). Він був першокласним графцем у крикет і виступав за Сассекс та крикетний клуб Мерілебон. Титул успадкував його син.
VI граф Вінтертон — теж Едвард Тернор був обраний депутатом Палати громад Великобританії і представляв Хоршем протягом 50 років. Отримав освіту в Ітонському коледжі. Він належав до партії консерваторів. Мав право бути депутатом Палати лордів, але волів бути депутатом Палати громад. Отримав посади заступника державного секретаря Індії, канцлера герцогства Ланкастер. 1924 році він був приведений до присяги в Таємній раді Ірландії. Працював в уряді Чемберлена, займався питаннями повітряного простору, але невдало. У липні 1938 року він очолив британську делегацію на конференції в Евіані, на якій обговорювалася проблема єврейських біженців. Після цього Вінтертон все більше залишався в стороні від політики. Наступного року він був виключений з кабінету міністрів і обіймав маргінальну посаду генерального казначея, перш ніж зовсім залишити уряд. Він залишався депутатом парламенту до 1951 року, до цього часу він був депутатом з найдовшою безперервною службою. У 1951 році він отримав титул барона Тернор з Шиллінглі, що в графстві Сассекс (Англія) в перстві Великобританії. Цей титул дозволяв йому бути депутатом Палати лордів Великобританії і зник після його смерті в 1962 році.
Титул графа Вінтертон успадкував його троюрідний брат, що став VII графом Вінтертон. Він жив у Канаді.
Титул успадкував його племінник, що став VIII графом Вінтертон у 1991 році. Він є старшим сином Ноеля Тернора — молодшого брата VII графа Вінтертон.
Родинним гніздом Тернорів був Шиллінглі-Хаус, що стоїть в Західному Сассексі.

## Графи Вінтертон
- Едвард Гарт-Тернор (1734—1788) — І граф Вінтертон
- Едвард Тернор (1758—1831) — II граф Вінтертон
- Едвард Тернор (1784—1833) — III граф Вінтертон
- Едвард Тернор (1810—1879) — IV граф Вінтертон
- Едвард Тернор (1837—1907) — V граф Вінтертон
- Едвард Тернор (1883—1962) — VI граф Вінтертон
- Рональд Чард Тернор (1915—1991) — VII граф Вінтертон
- Дональд Девід Тернор (нар. 1943) — VIII граф Вінтертон

Імовірним спадкоємцем титулу є молодший брат нинішнього власника титулу Роберт Чарльз Тернор (нар. 1950). Передбачуваним спадкоємцем спадкоємця титулу є його молодший брат Мюррей Джон Тернор (нар. 1951) Його спадкоємцем є його син Джонатан Вінтертон Бехан Турнор (1985 р. н.)